# San José Huipana
San José Huipana è un villaggio del municipio di José Sixto Verduzco, uno dei 113 municipi che compongono lo stato di Michoacán de Ocampo. Secondo il conteggio della popolazione del 2010, ha 3.396 abitanti.

## Toponomastica
Huipana proviene dal p'urhépecha e significa "tana di lupi" o "tana di coyote". Il nome San José, fu adottato dagli spagnoli quando fondarono la cittadina in onore di San Giuseppe ed eressero una cappella che porta lo stesso nome.

la Cappella di San Giuseppe a Huipana.

## Geografia fisica
San José Huipana si trova al nord dello stato di Michoacán, alle coordinate 20°18' di latitudine nord e 101°36' di longitudine ovest, a un'altezza di 1.715 m s.l.m., confina a nord con il centro abitato di El Rodeo de San Antonio, a sud col villaggio di Arriaga e ad ovest col municipio di Huanimaro nello stato di Guanajuato. La sua distanza da Morelia, capitale dello stato, è di 135 km.
Si trova sulla collina Huipana e su una piana che si estende verso Pastor Ortiz, sui rilievi della Fascia Vulcanica Trasversale. La sua idrografia e principalmente costituita dal fiume Lerma e vari canali di irrigazione.
Il suo clima è temperato con piogge in estate. Ha precipitazioni annuali di 799,4 millimetri e temperature che oscillano dai 2,5 ai 36,5 °C.
La vegetazione dominante è quella tipica della prateria. La sua fauna è costituita principalmente da serpenti, anfibi, tordi, quaglie, tortore americane, gazze, conigli, lepri, coyote e tlacuache (opossum messicano, Marmosa mexicana).
Il suolo del municipio, datato ai periodi cenozoico, quaternario e pliocene, corrisponde principalmente al tipo černozëm. Il suo uso è prevalentemente agricolo e in minima parte dedicato all'allevamento.

## Economia
La maggior parte della popolazione si dedica alle attività agricole e all'allevamento del bestiame. Si coltiva principalmente grano, fagioli, mais, saggina, zucche, peperoncini, pomodori, cetrioli, meloni e angurie, oltre ad avocado e papaya, grazie ad una temperatura che raramente scende sotto lo zero nei periodi invernali.
Per quanto riguarda l'allevamento del bestiame, la popolazione si dedica principalmente all'allevamento di maiali, capre, bovini e pollame. Le rimesse economiche dei compaesani che risiedono negli Stati Uniti e il commercio locale sono il principale sostentamento delle famiglie del luogo.